# La bella mano
La bella mano è una raccolta di rime composte dal poeta di corte quattrocentesco Giusto de' Conti.
Il canzoniere, scritto intorno al 1440 a Bologna, è composto da centocinquanta rime ed ebbe notevole fortuna come si può desumere dai numerosi manoscritti ritrovati.
Esso venne pubblicato per la prima volta nel 1472 a Bologna da Scipione Malpigli e nel 1589 in un'altra importante edizione a cura di Jacopo Corbinelli, per Mamerto Patissonio, Parigi la cui ristampa anastatica uscì a Roma nel 1983 a cura di L. Clerici per Klareaugia.
Il poeta celebra nella raccolta, attraverso il tema ricorrente della mano, la donna amata di nome Isabeta (forse Elisabetta Bentivoglio) riprendendo in una struttura unitaria i temi e le forme del Petrarca.
Il metro usato è quello della sestina che verrà più tardi imitato influenzando poeti come Boiardo e Sannazaro.
L'opera, pur appartenendo al quattrocento e pertanto linguisticamente non perfetta, fu introdotta tra i testi scelti dall'Accademia della Crusca per la stesura del suo Vocabolario.